# Nicolas Gropeano
Nicolae Orval Gropeanu, ou Nicolas Gropeano en français, est un peintre roumain né le 28 novembre 1863 à Bacău et mort le 6 janvier 1936 à Paris.

## Galerie

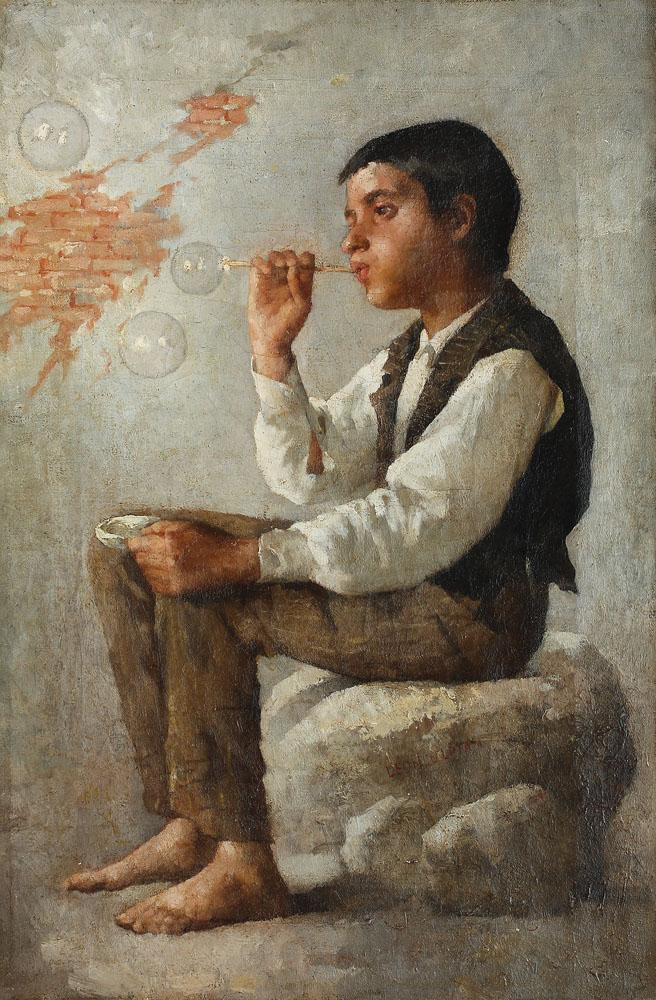
Balonase 62x40,5 cm
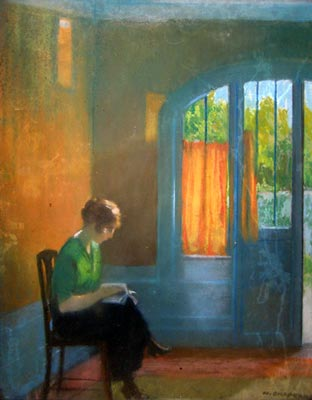
Femme en intérieur
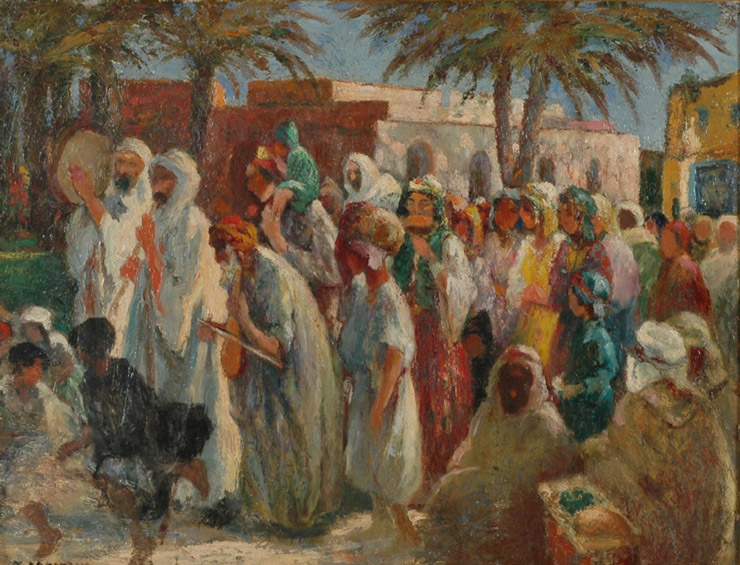
Procession en Palestine